# Boiga dightoni
Boiga dightoni — отруйна змія з роду бойга родини полозових (Colubridae). Ендемік Індії.

## Поширення
Вид поширений у горах Західні Гати на південному заході Індії. Трапляється на гірських масивах Понмуді і Траванкор у штаті Керала, а також Анаймалай та Палані на заході Тамілнаду. Мешкає на деревах і кущах у лісистих районах на висоті 800—1100 м.

## Назва
Вид названо на честь чайного плантатора С. М. Дайтона, колекціонера голотипного зразка.

## Опис
Змія середнього розміру, завдовжки до 1,1 м. Має блідо-червонувато-коричневий колір спини з серією лососево-червоних плям. Голова блідо-коричнева з дрібними чорнуватими крапками. Нижня частина тіла жовтувата, з дрібними крапками коричневого кольору. Зовнішні кінці черевної луски лососево-рожеві.